# Mycena luxarboricola
Mycena luxarboricola è un fungo saprofita della famiglia Mycenaceae. Di dimensioni assai ridotte, si distingue per la sua bioluminescenza e per il pileo secco, da marrone chiaro a ocraceo; non ne è nota la commestibilità.

## Tassonomia e denominazione
Il fungo luminescente Mycena luxarboricola venne descritto per la prima volta nel 2010 sulla rivista Mycologia da Dennis Desjardin dell'Università Statale di San Francisco e da Cassius V. Stevani dell'Università di San Paolo. Assieme a M. luxarboricola, l'articolo introduceva altre tre nuove specie di funghi bioluminescenti (Mycena  luxaeterna, M.  luxperpetua, M.  silvaelu-cens) e riportava le caratteristiche di bioluminescenza delle tre specie già note alla comunità scientifica: M. aff. abieticola, M. aspratilis, M.   margarita.
Il fungo si contraddistingue per le dimensioni assai esigue, con i cappelli che misurano meno di 5 millimetri di diametro.
Il nome luxarboricola deriva dai termini latini lux («luce») e arboricola («abitante degli alberi»).

## Bioluminescenza
Mycena luxarboricola è una delle sette specie bioluminescenti appartenenti al genere Mycena.
Il fenomeno della bioluminescenza si deve ad un composto noto come luciferina (dal latino, «portatrice di luce»), che innesca una reazione chimica tra enzimi chiamata luciferasi a cui si deve il rilascio di luce.

## Habitat
M. luxarboricola fu rinvenuta sulla corteccia di un albero vivente sito in una foresta atlantica nello stato brasiliano di Paraná.